# توکوساتسو

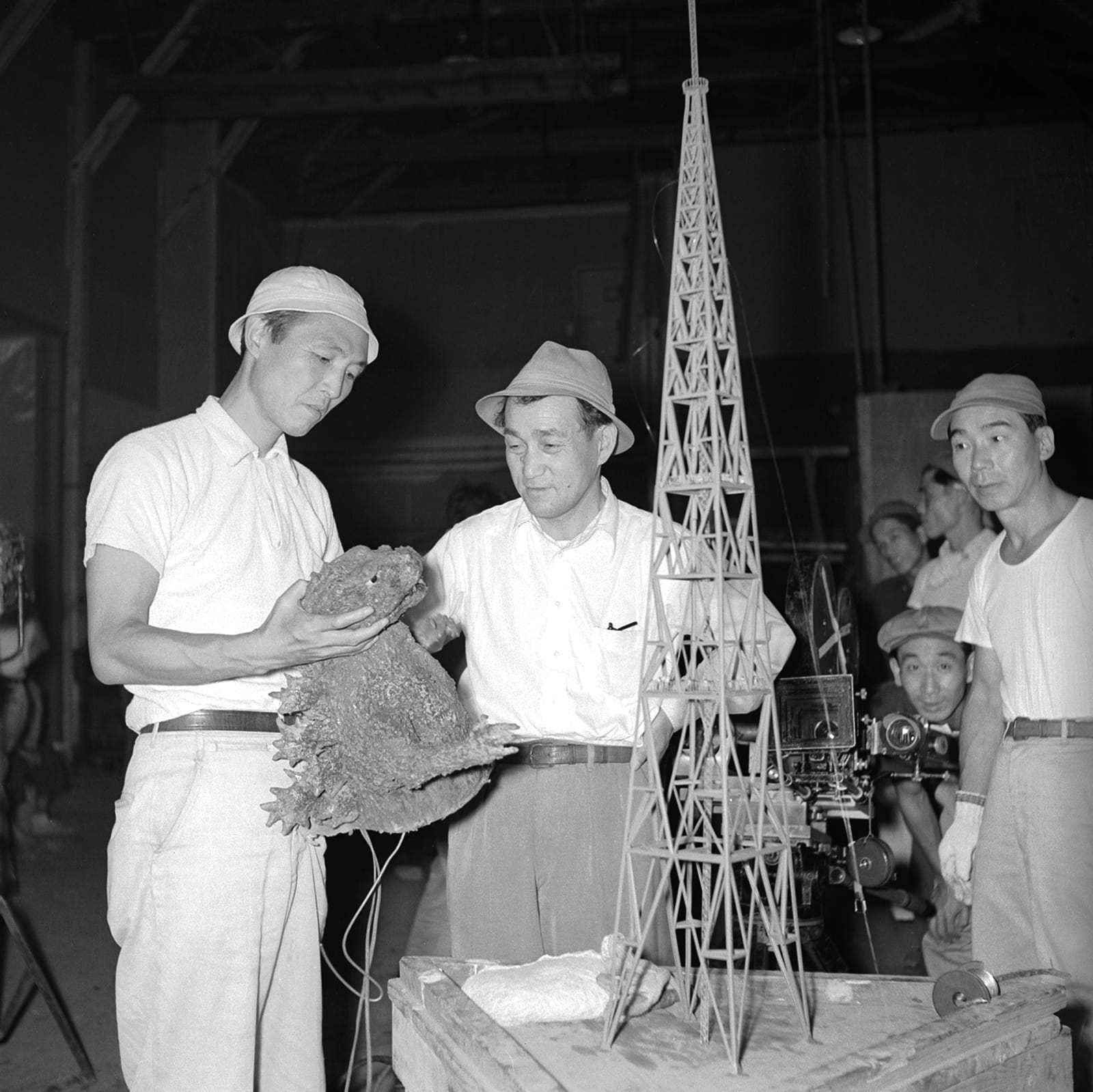
اینوشیرو هوندا و گودزیلا

توکوساتسو (به ژاپنی: 特 撮) (به انگلیسی: Tokusatsu) اصطلاحی ژاپنی برای فیلم با سبک لایو اکشن یا درام است که به شدت از جلوه های ویژه استفاده می کند. توکوساتسو غالباً با داستان های علمی تخیلی ، ترسناک و فانتزی در ارتباط است ، اما فیلم ها و نمایش های تلویزیونی در ژانرهای دیگر نیز می توانند بعضاً به عنوان توکوساتسو محسوب گردند. محبوب ترین انواع توکوساتسو شامل فیلم های هیولایی کایجو مانند سری فیلم های گودزیلا و گامرا است. سریال های تلویزیونی ابرقهرمانی مانند سریال Kamen Rider و Metal Hero؛ و سبک های مکا مانند Giant Robo و Super Robot Red Baron. برخی از برنامه های تلویزیونی توکوساتسو چندین نوع از این زیرشاخه ها را ترکیب می کنند ، به عنوان مثال مجموعه های Ultraman و Super Sentai. توکوساتسو یکی از محبوب ترین اشکال سرگرمی ژاپنی است ، اما علی‌رغم محبوبیت فیلم ها و برنامه های تلویزیونی مبتنی بر ویژگی های توکوساتسو مانندگودزیلا یا سوپر سنتای ، فقط بخش کمی از فیلم ها و برنامه های تلویزیونی توکوساتسو در خارج و داخل آسیا به طور گسترده ای شناخته می شوند.

## تاریخچه
توکوساتسو از اوایل تئاتر ژاپن ، به ویژه در کابوکی و بونراکو که از ابتدایی ترین جلوه های ویژه (به ویژه نمایش عروسکی) استفاده می کرد ، ریشه می گیرد.